# Tamoya ohboya
La Tamoya ohboya è una cubomedusa della famiglia Tamoyidae scoperta nel 2011. 

## Diffusione e habitat
La T. ohboya è stata scoperta nelle acque di Bonaire, nei Caraibi olandesi. È stata osservata numerose volte nel mar dei Caraibi, fra Saint Lucia, Saint Vincent, il Messico e l'Honduras.

## Descrizione
L'aspetto della T. ohboya ricorda quello di un aquilone: la campana è trasparente mentre i tentacoli sono striati di colori appariscenti. L'esombrella ed i pedalia sono coperti da nematocisti, le cellule urticanti delle cubomeduse. La caratterizzano uno stomaco profondo e i quattro tentacoli colorati, che vanno del rosso scuro el giallo vivo.
La T. ohboya nuota velocemente e non si sposta in gruppo, il che la rende difficile da catturare ed avvistare. Poco si sa del suo ciclo vitale o delle sue abitudini. Si suppone che sia un predatore diurno che si ciba di crostacei e piccoli pesci. La T. ohboya è invece preda delle tartarughe marine e dei pesci luna. 

## Capacità urticanti
Dal 1989 ad oggi si sono registrati tre casi di puntura da parte della cubomedusa di Bonaire. La puntura è molto dolorosa, ma in un solo caso è stato necessario il ricovero in ospedale.

## Nome
Per assegnare un nome alle nuove specie, la Coalition on the Public Understanding of Science organizzò una competizione online alla quale parteciparono più di 300 candidati e vinta da Lisa Peck, un'insegnante di biologia al liceo. Secondo la Peck,  l'aspetto della medusa avrebbe fatto esclamare agli scopritori "Oh boy!" ("Caspita ragazzo!"), da cui il nome .  La T. ohboya è la prima specie del genere Tamoya ad essere scoperto in oltre 100 anni.